# Coprinus stellatus
Coprinus stellatus är en svampart som beskrevs av Buller 1929. Coprinus stellatus ingår i släktet Coprinus och familjen Agaricaceae.   Inga underarter finns listade i Catalogue of Life.